# Taeniotes parafarinosus
Taeniotes parafarinosus là một loài bọ cánh cứng trong họ Cerambycidae.